# Michael Crawford
Pour les articles homonymes, voir Crawford.
Michael Patrick Dumble-Smith , dit Michael Crawford, né à Salisbury (comté de Wiltshire), le 19 janvier 1942, est un acteur britannique.

## Biographie
Il a été élu parmi les « 100 plus grands britanniques » (« 100 Greatest Britons ») dans le vote de 2002 sponsorisé par la BBC.
Il a commencé sa carrière d'acteur à 7 ans dans Let's Make an Opera de Benjamin Britten. Il a ensuite été plus connu grâce à la sitcom : Some Mothers Do 'Ave 'Em (1973-1978) sur la BBC.

## Filmographie partielle

### Cinéma
- 1949 : Let's Make an Opera de Benjamin Britten
- 1962 : L'Homme qui aimait la guerre (The War Lover), de Philip Leacock
- 1964 : Le Knack... et comment l'avoir (The Knack... And How to Get It) de Richard Lester
- 1966 : Le Forum en folie (A Funny Thing Happened on the Way to the Forum) de Richard Lester
- 1966 : Comment j'ai gagné la guerre (How I Won the War) de Richard Lester
- 1969 : Hello, Dolly ! de Gene Kelly
- 1970 : Le Défi (The Games) de Michael Winner
- 1970 : Hello-Goodbye de Jean Negulesco
- 1972 : Alice au pays des merveilles (Alice's Adventures in Wonderland) : Le lapin blanc
- 1981 : Condorman de Charles Jarrott pour Walt Disney Productions

### Télévision
- 1961 : Sir Francis Drake, le corsaire de la reine (Sir Francis Drake ou The Adventures of Sir Francis Drake) : John Drake
- 1973-1978 : Some Mothers Do 'Ave 'Em

## Rôles dans des comédies musicales
Il a joué la plupart de ses rôles dans le West End de Londres.
- 1974 : Billy (d'après le roman : Billy Liar)
- 1981 : Barnum
- 1986 : The Phantom of the Opera d'Andrew Lloyd Webber (Original Phantom in West End & Broadway)
- 2002-2003 : Dance of the Vampires (à Broadway)
- 2004 : The Woman in White d'Andrew Lloyd Webber
- 2016 : The Go-Between de Bill Kenwright[1]

## Récompenses
- 1986 : Olivier Award (Best actor in a musical) pour The Phantom of the Opera
- 1986 : Tony Award (Best performance by an actor in a lead role, musical) pour The Phantom of the Opera